# On the Subject of Moving Forward
On the Subject of Moving Forward é um EP da banda Fireflight, lançado em 2004.

## Faixas
1. "Call" — 3:10
2. "Waiting" — 2:54
3. "Last Kiss" — 4:11
4. "Are You Alone?" — 3:22
5. "Liar" — 4:19

## Créditos
- Dawn Richardson — Vocal
- Justin Cox — Guitarra, vocal de apoio
- Wendy Drennen — Baixo
- Phee Shorb — Bateria
- Glenn Drennen — Guitarra